# Contea di Buan
La contea di Buan (Buan-gun; 부안군; 扶安郡) è una delle suddivisioni della provincia sudcoreana del Nord Jeolla.